# Moisivka, Drabiv
Moisivka (în ucraineană Мойсівка) este o comună în raionul Drabiv, regiunea Cerkasî, Ucraina, formată numai din satul de reședință.

## Demografie
Componența lingvistică a comunei Moisivka
     Ucraineană (99,06%)
     Alte limbi (0,63%)
Conform recensământului din 2001, majoritatea populației comunei Moisivka era vorbitoare de ucraineană (99,06%), existând în minoritate și vorbitori de alte limbi.